# Elie Chevieux
Elie Chevieux (* 7. Oktober 1973 in Genf) ist ein Schweizer Sportkletterer.

## Leben
Sein erster grosser Erfolg war der Gewinn des Rockmaster im Jahr 1993. Chevieux wurde 1997 in Paris Weltmeister im Duell-Wettkampf. Zwei Jahre zuvor hatte er in Genf bei der Weltmeisterschaft im Schwierigkeitsklettern den dritten Platz belegt. Seit Oktober 2003 war Chevieux zum Fotografieren in Russland, Sibirien, Japan, Indien, Nepal und Pakistan unterwegs.
Einige Medien meldeten Mitte Mai 2004, Chevieux wäre eine der zwei am 9. Mai 2004 gesteinigt in einem Park der afghanischen Hauptstadt Kabul aufgefundenen Personen. Es stellte sich jedoch heraus, dass Chevieux nie in Afghanistan war. Die Meldung, dass bei den Toten der Pass von Chevieux gefunden worden wäre, war falsch.